# Скордилис, Гайос
Гайос «Гай» Скордилис (греч. Γάιος "Γκάι" Σκορδίλης; родился 6 декабря 1987 года на Корфу, Греция) — греческий профессиональный баскетболист, центровой греческого клуба «Перистери». Играл за национальную сборную Греции.

## Карьера
Скордилис начал профессиональную карьеру в 2006 году, выступал за клуб «Арис» Чемпионата Греции. В 2011 году перешёл в другой греческий клуб «Икарос», в котором провёл один сезон. В 2012 году подписал контракт с «Панатинаикосом», в котором провёл один сезон, выиграв чемпионат и кубок Греции.
Дебютировал в составе юношеской команды Греции, выступал на Чемпионате Европы 2005 года для игроков не старше 18 лет. В составе первой сборной Греции завоевал «серебро» на Средиземноморских играх 2009 года.

## Достижения
Сборная Греции:
- Серебряный призёр Средиземноморских игр: 2009